# 庙龟属
庙龟属（学名：Hieremys）为泽龟科的一个属。

## 下属物种
本属包括以下物种：
- 黄头庙龟 Hieremys annandalei